# Galápagos (tỉnh)
Galápagos (phát âm tiếng Tây Ban Nha: [ɡaˈlapaɣos]) là một tỉnh của Ecuador, thuộc vùng hải đảo của quốc gia này, nằm cách đất liền khoảng 1.000 km (620 mi) về phía tây. Thủ phủ của tỉnh là thành phố Puerto Baquerizo Moreno.
Tỉnh này quản lý quần đảo Galápagos, một nhóm các đảo núi lửa nhỏ nằm ngay trên đường xích đạo, nổi tiếng với hệ sinh thái độc đáo mà nhà tự nhiên học Charles Darwin từng khám phá và từ đó phát triển nên thuyết tiến hóa lừng danh.